# Kunstgewerbemuseum Berlin
Das Kunstgewerbemuseum der Staatlichen Museen zu Berlin gilt als eine der bedeutendsten Sammlungen europäischen Kunsthandwerks vom Mittelalter bis zur Gegenwart. Das Museum entstand 1867 und hat seinen Standort sowie seinen Namen bis 1995 mehrfach geändert, die Ausstellungsräumlichkeiten wurden stetig vergrößert. Im Jahr 1985 wurde das neu errichtete Ausstellungsgebäude im Kulturforum in Berlin-Mitte eröffnet. Zum Kunstgewerbemuseum gehört die Filiale im Schloss Köpenick, die bis 1990 eine eigenständige Einrichtung in Ost-Berlin war.
Im Jahr 2023 verzeichnete das Kunstgewerbemuseum über 62.000 Besucher.

## Geschichte
Das Berliner Kunstgewerbemuseum wurde 1867 als Deutsches Gewerbe-Museum zu Berlin mit Exponaten der Pariser Weltausstellung von 1867 eröffnet. Auftrag des Museums waren der Unterricht und die Geschmacksbildung von Kunsthandwerkern, Industriezeichnern sowie der Öffentlichkeit. Die zugehörige Unterrichtsanstalt des Kunstgewerbemuseums Berlin entstand 1868 auf Initiative des Vereins Deutsches Gewerbemuseum zu Berlin als Ausbildungsanstalt. Bis 1921 blieben Museum und Schule an verschiedenen Standorten miteinander verbunden. Mit dem Ankauf des Lüneburger Ratssilbers 1874 und der Übernahme von ca. 7000 Exponaten aus der brandenburg-preußischen Kunstkammer 1875 gehörte das Museum zu den wichtigsten seiner Art in Europa. Dazu kamen alle bedeutenden Objekte des Museums Minutoli aus dem niederschlesischen Schloss Liegnitz. 1879 wurde es in Kunstgewerbemuseum umbenannt.
Im Jahr 1881 erfolgte der Umzug in den neuen Martin-Gropius-Bau mit Spezialsammlungen zur Goldschmiedekunst und Keramik, Glas und Textilien sowie einen chronologischen Überblick über die Geschichte der Einrichtungskunst vom späten Mittelalter bis zur Gegenwart. Auch der Schatz des Priamos von Heinrich Schliemann fand hier vorübergehend seinen Platz. Die offizielle Eröffnung des Neubaus erfolgte am 21. November 1881, nach vierjähriger Bauzeit.
Das Kunstgewerbemuseum bezog 1921 einen Teil des durch den Sturz des Kaisers frei gewordenen Berliner Schlosses und bildete zusammen mit Objekten aus dem Besitz der Hohenzollern das Schlossmuseum Berlin. Im Zweiten Weltkrieg wurden die Museumsräume und Teile des Bestandes zerstört. Die ausgelagerten Exponate befanden sich nach der Teilung Berlins in Ost- und West-Berlin. Das stark kriegsbeschädigte Stadtschloss wurde Ende 1950 nach Sprengungen abgetragen.
Die Ost-Berliner Sammlungsteile bekamen 1963 im Schloss Köpenick neue Ausstellungsräume. Die West-Berliner Teile wurden zunächst im Schloss Charlottenburg ausgestellt und sind seit 1985 im von Rolf Gutbrod entworfenen Museumsneubau am Kulturforum zu sehen. Schloss Köpenick fungiert seit der politischen Wende als Dependance und zweites Ausstellungshaus des Berliner Kunstgewerbemuseums. Das Architektenbüro Kühn Malvezzi gestaltete 2014 das Gebäude am Kulturforum um und erneuerte es.
Direktoren

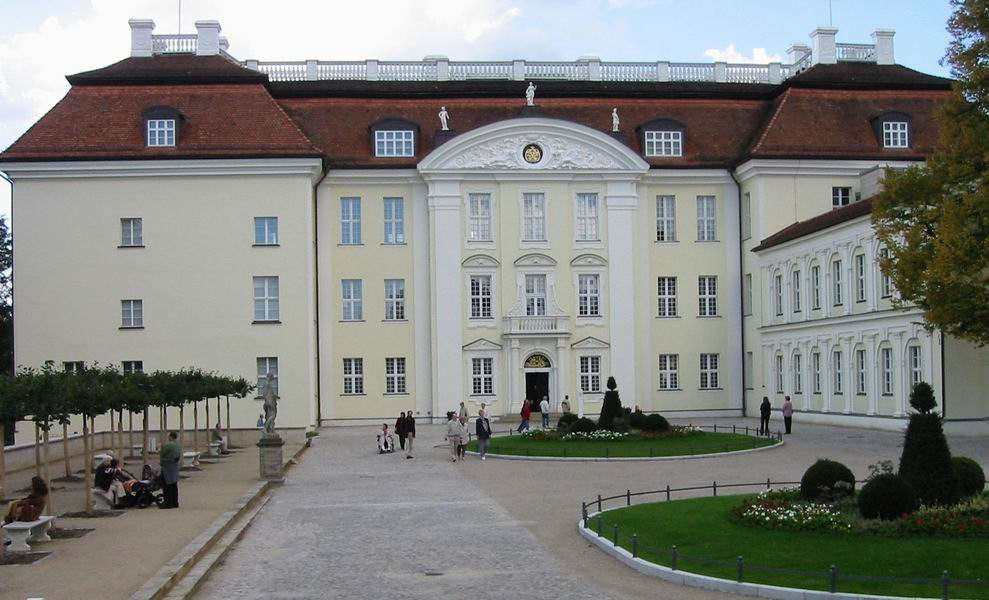
Schloss Köpenick, Dependance des Kunstgewerbemuseums

- 1867–1908: Julius Lessing (1843–1908)
- 1908–1927: Otto von Falke (1862–1942)
- 1928–1947: Robert Schmidt (1878–1952)
- 1948–1959 (Ost-Berlin): Martin Klar (1886–1966)
- 1959–1961 (Ost-Berlin): Sabine Baumgärtner (1929–2018)
- 1959–1969 (West-Berlin): Arno Schönberger (1915–1993)
- 1962–1983 (Ost-Berlin): Günter Schade (* 1933)
- 1969–1987 (West-Berlin): Franz Adrian Dreier (1924–2000)
- 1987–2001: Barbara Mundt (* 1936)
- 2001–2010: Angela Schönberger (* 1945)
- 2010–2022: Sabine Thümmler (* 1956)
- seit 2022: Sibylle Hoiman (* 1970)

## Ausstellung

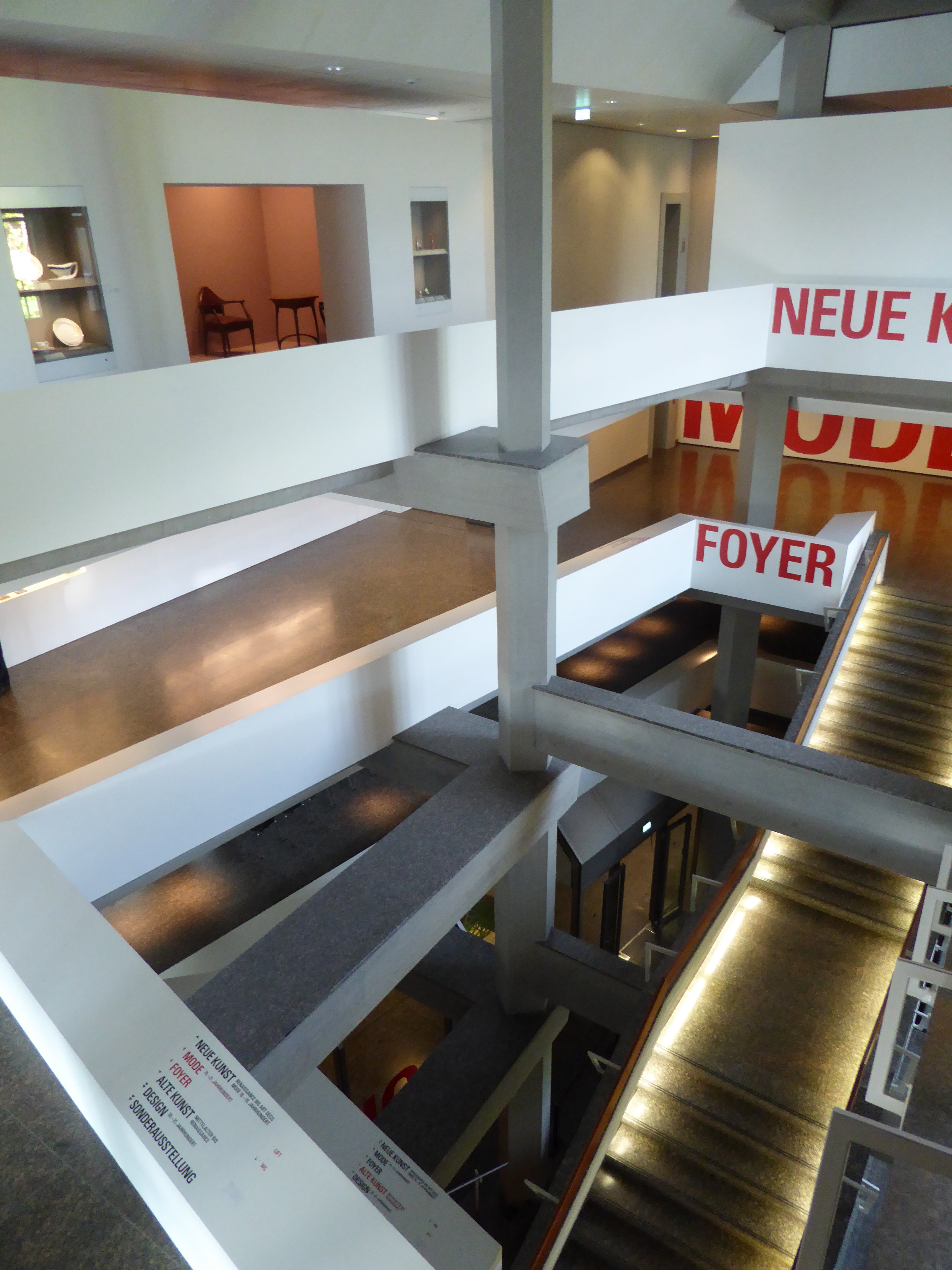
Blick in das Kunstgewerbemuseum

Das Kunstgewerbemuseum sammelt europäisches Kunsthandwerk aller nachantiken Stilepochen der Kunstgeschichte, darunter Gold- und Silberschmiedearbeiten, Glas-, Email- und Porzellangefäße, Möbel und Raumgetäfel sowie Tapisserien, Kostüme und Seidenstoffe. Im Museumsgebäude am Kulturforum führt ein Rundgang auf einer Fläche von 7000 Quadratmetern durch die historische Entwicklung des Kunsthandwerks vom Mittelalter bis zur Gegenwart. Gezeigt werden unter anderem Stücke mittelalterlicher Schatzkunst aus bedeutenden Kirchen dieser Zeit, so beispielsweise ein karolingisches Bursenreliquiar (sogenannte Engerer Burse) sowie ein prunkvoll als Gemmenkreuz gearbeitetes Vortrage- und Reliquienkreuz, eine Arbeit des ausgehenden 11. Jahrhunderts, aus dem Dionysius-Schatz der Stiftskirche St. Dionysius in Enger, darüber hinaus über 40 Werke aus dem Welfenschatz. Für die Epoche der Renaissance steht das Repräsentationssilber der Ratsherren der Stadt Lüneburg mit dem Bürgereidkristall des Hans von Laffert.
Exponate der Höfe italienischer Fürstentümer zur Renaissancezeit sind Bronzen, Bildteppiche, Möbel, Venezianer Gläser und Majoliken im Erdgeschoss. Im Obergeschoss sind Schätze aus barocken Kunstkammern, Delfter Fayencen und barocke Gläser zu sehen. Weiterhin ist europäisches Porzellan, vor allem aus Meißen und der Königlich-Preußischen Porzellan-Manufaktur, Zier- und Tischgerät vom Rokoko und Klassizismus über den Historismus bis zum Jugendstil ausgestellt.
Überregional bedeutend ist die Mode- und Kostümsammlung. Bereichert wurde sie vor allem 2003 durch den Ankauf der Sammlung Kamer/Ruf und 2005 durch die Übernahme der Sammlung des Berliner Modeschöpfers Uli Richter. Die Hauptwerke dieser Sammlung werden seit 2014 im neu etablierten Ausstellungsschwerpunkt Mode–Kunst–Werke im Erdgeschoss gezeigt. Im Untergeschoss wird in der Neuen Sammlung Kunsthandwerk des 20. Jahrhunderts durch Industrieprodukte ergänzt.
Der zweite Museumsstandort im Schloss Köpenick zeigt in einer Dauerausstellung mit dem Titel Raumkunst aus Renaissance, Barock und Rokoko einen Querschnitt der Ausstattungskunst des 16. bis 18. Jahrhunderts.

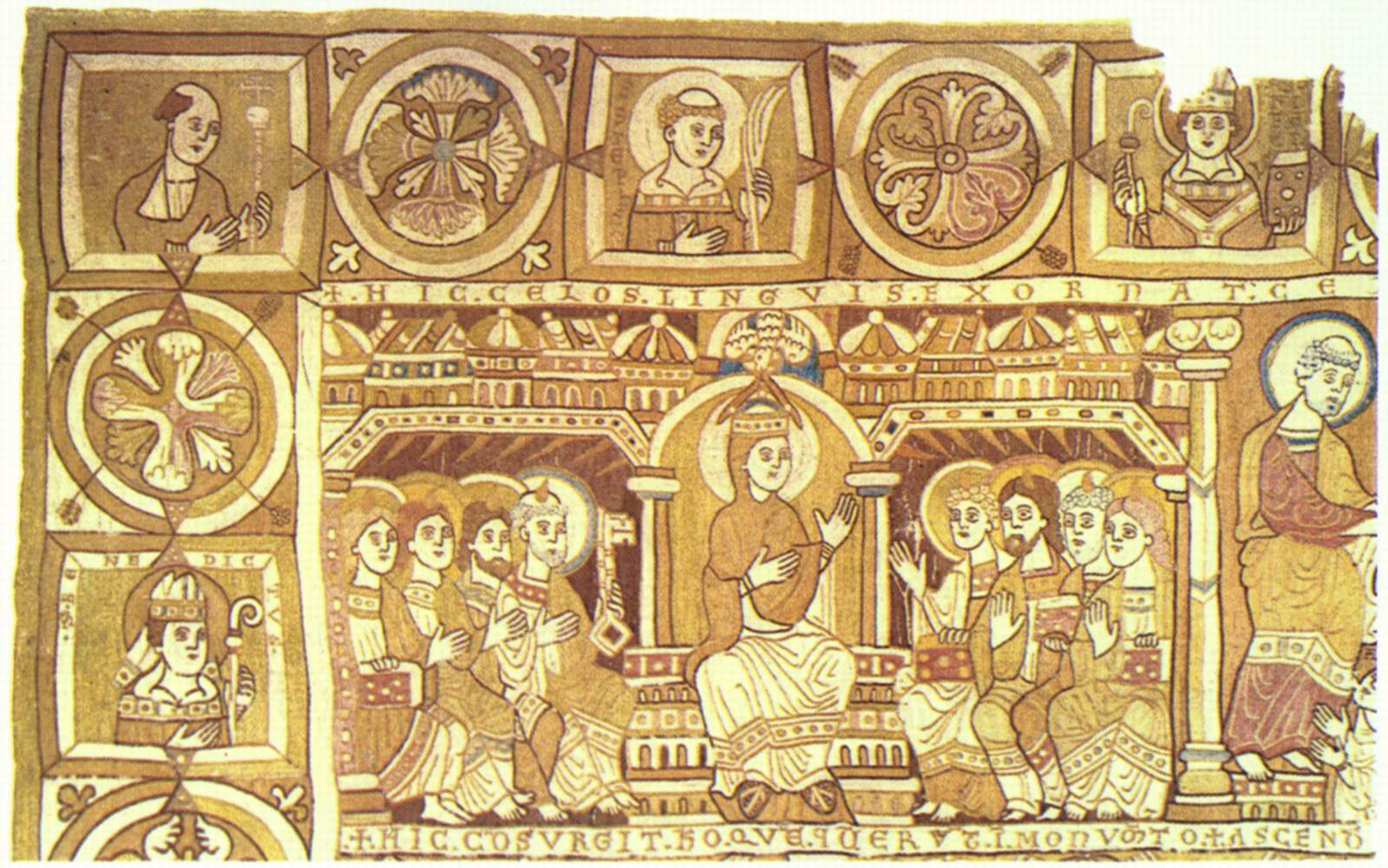
Fragment eines Wandbehangs aus Seidenstickerei, Halberstadt um 1170
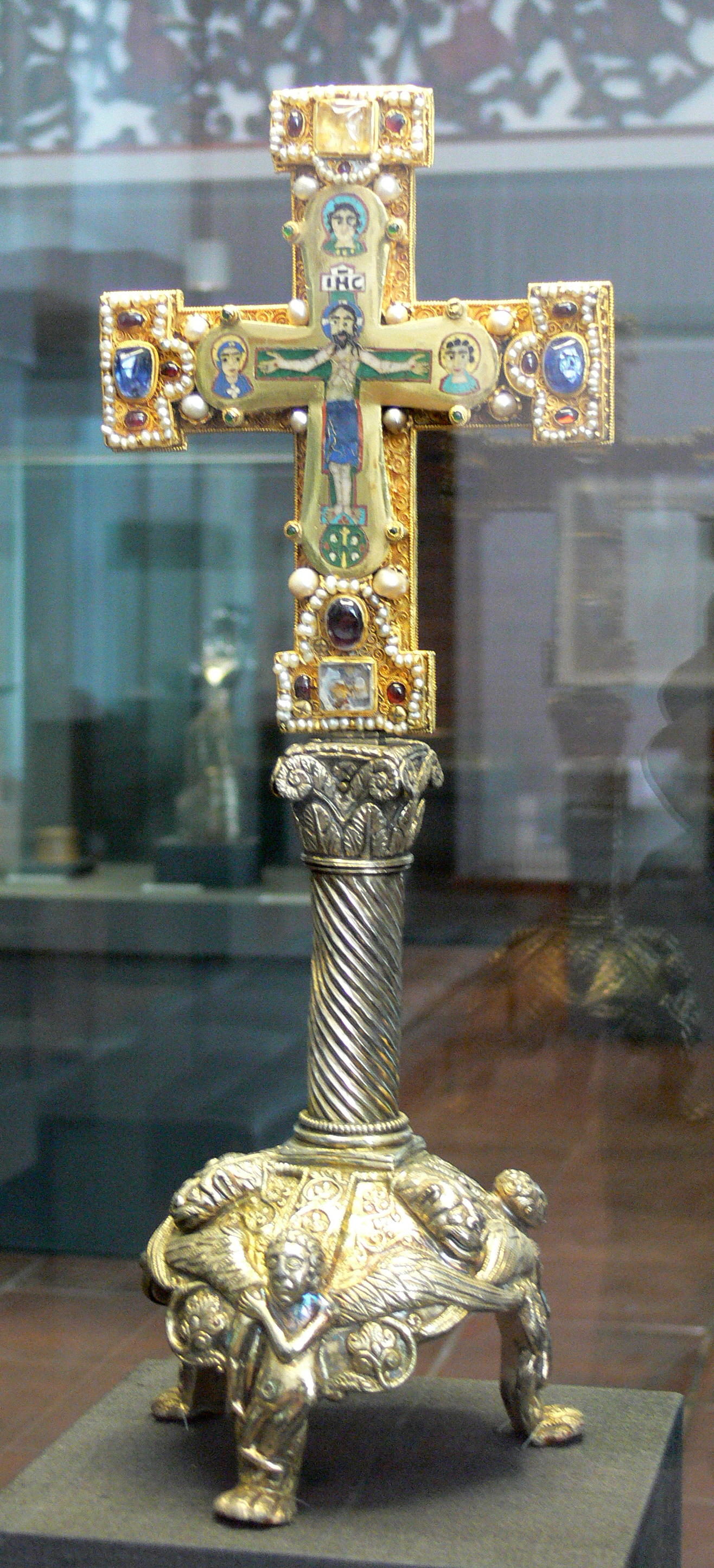
Welfenkreuz, erste Hälfte des 12. Jahrhunderts
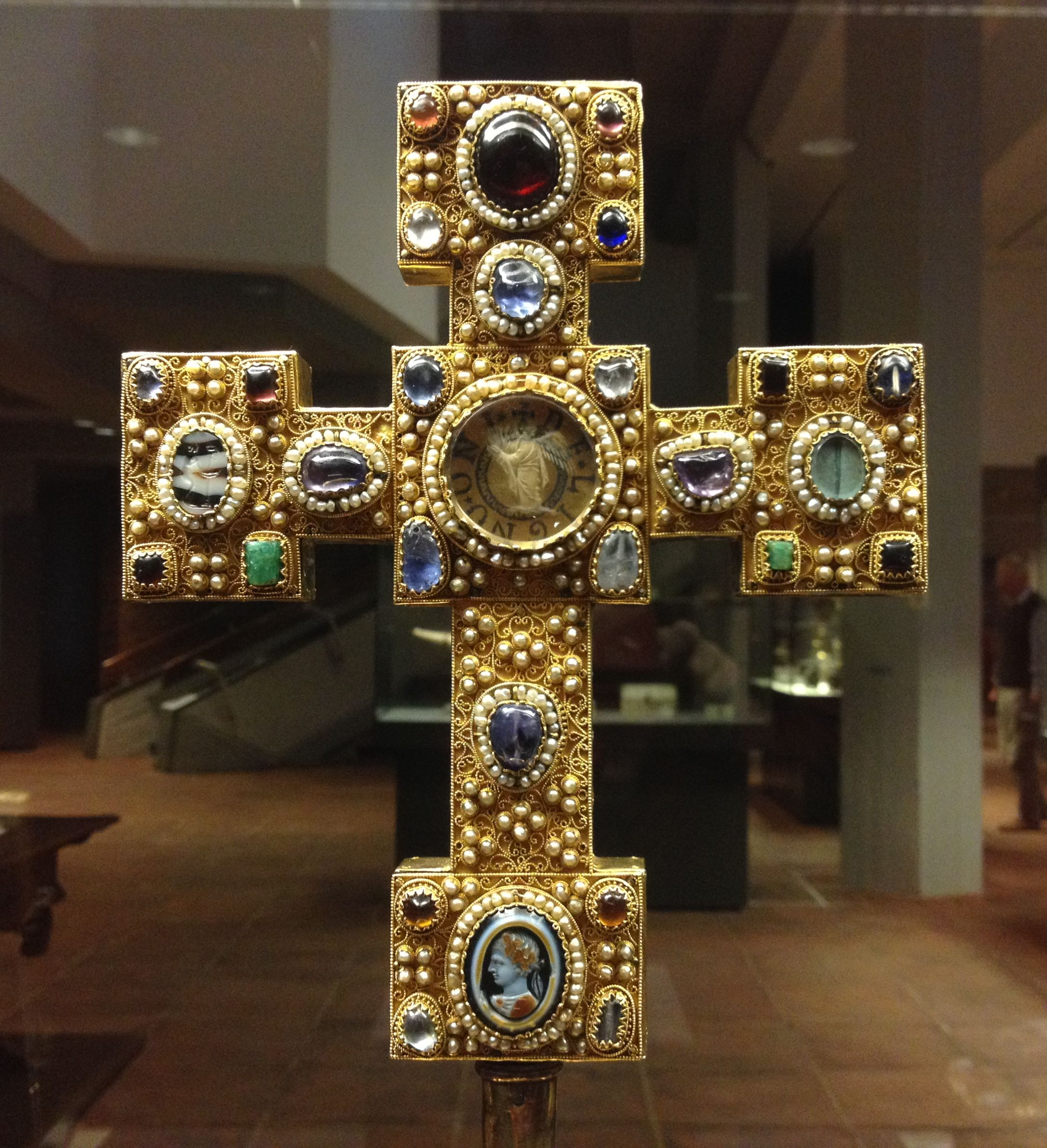
Kreuzreliquiar (Vortragekreuz) des Dionysius-Schatzes
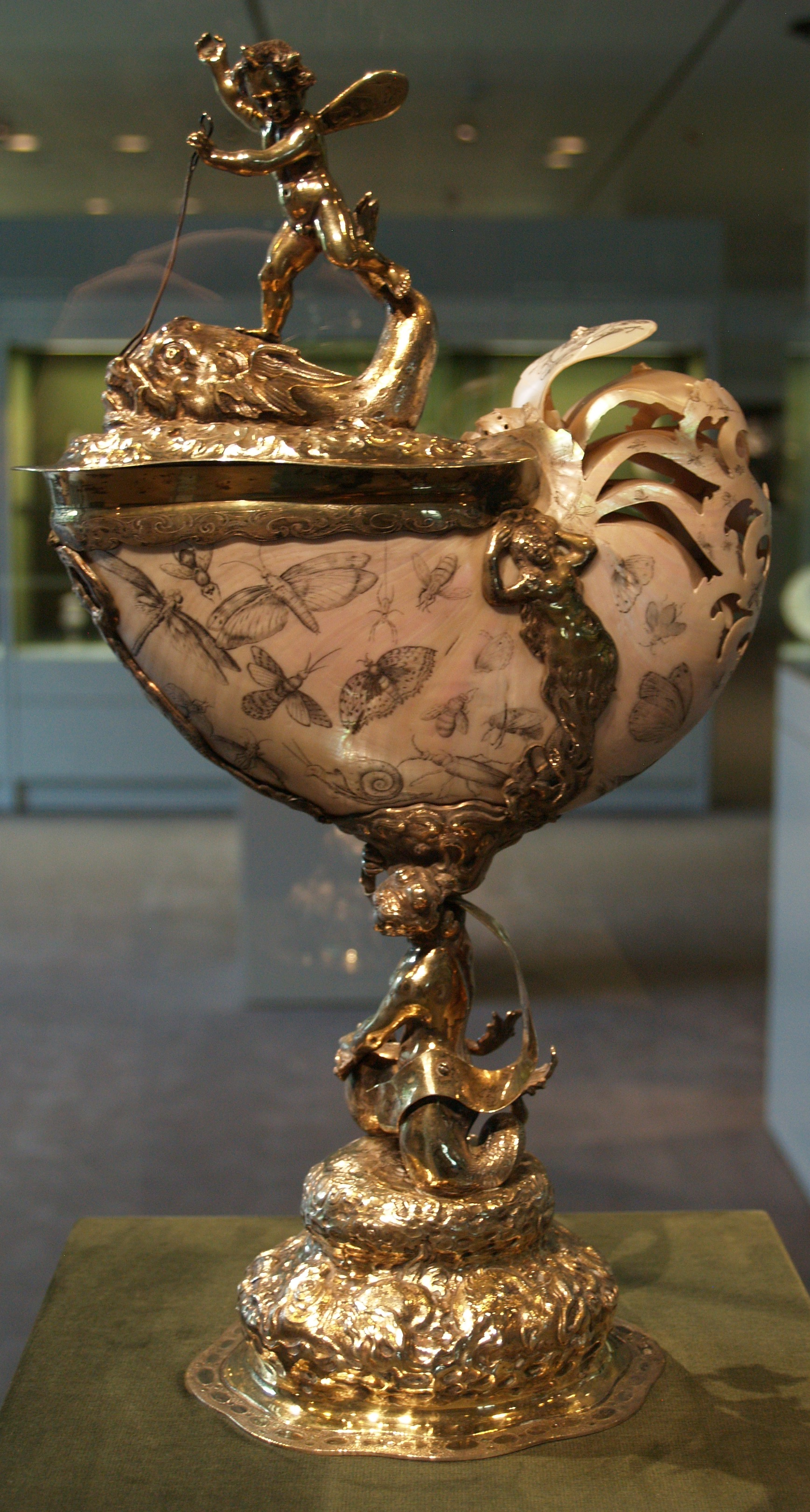
Nautiluspokal mit Wappen von Aleksander Kęsowski, Abt von Oliva, 1643–1667
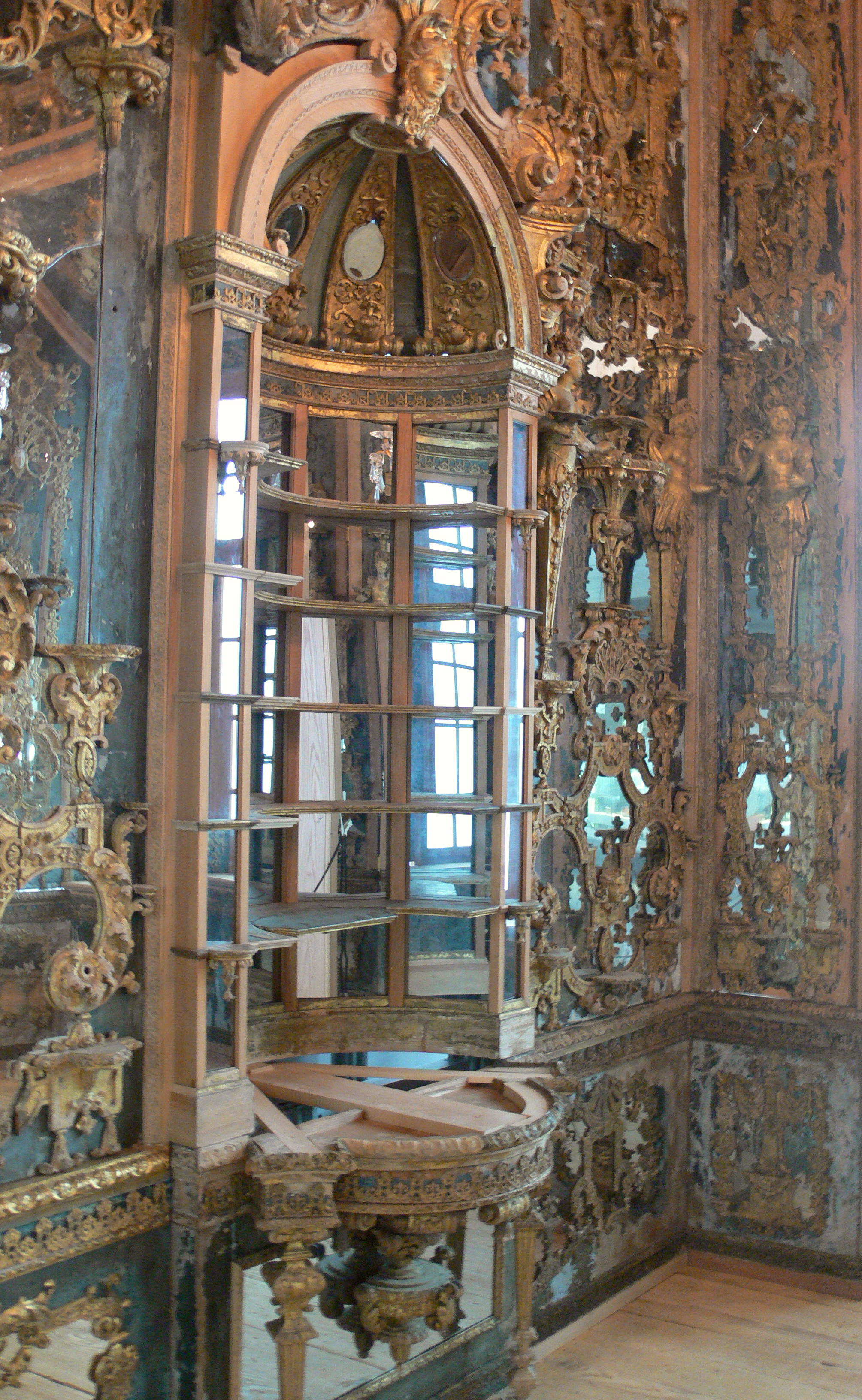
Johann Michael Hoppenhaupt d. Ä: Merseburger Spiegelkabinett, 1712–1715, aus dem Schloss Merseburg (im Schloss Köpenick)
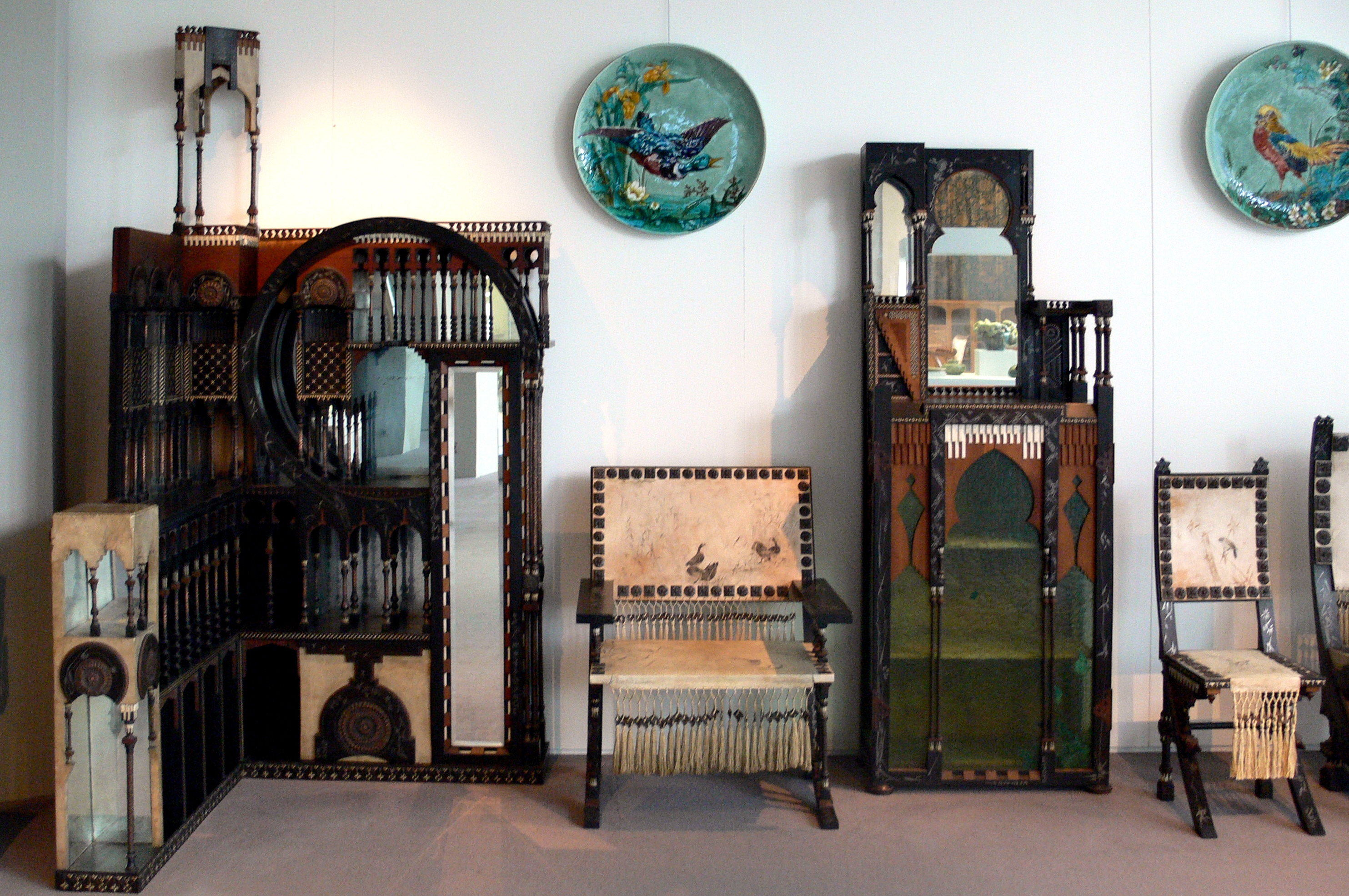
Salonmöbel von Carlo Bugatti, Mailand um 1885
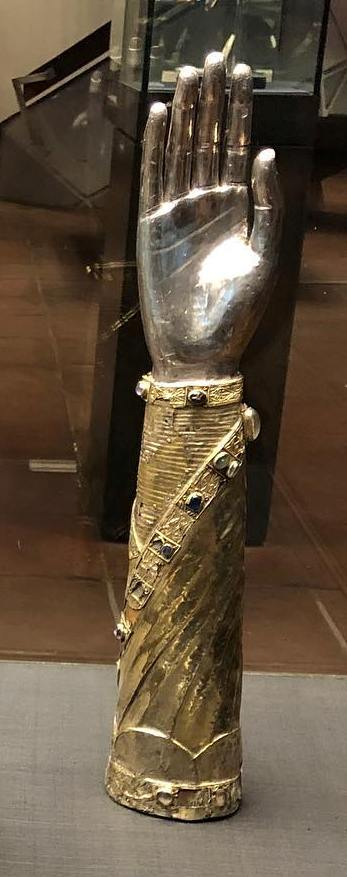
Armreliquiar des hl. Caesarius von Terracina